# 72e cérémonie du Deutscher Filmpreis
La 72e cérémonie des Deutscher Filmpreis, organisée par la Deutsche Filmakademie, se déroule le 24 juin 2022 et récompense les films sortis en 2021.

## Palmarès

### Meilleur film
- Lieber Thomas de Andreas Kleinert
- Rabiye Kurnaz gegen George W. Bush de Andreas Dresen
- Great Freedom (Große Freiheit) de Sebastian Meise
  - Contra de Sönke Wortmann
  - Spencer de Pablo Larraín
  - Wunderschön de Karoline Herfurth

### Meilleur film documentaire
- The Other Side of the River de Antonia Kilian

### Meilleur film pour enfants
- Der Pfad de Tobias Wiemann

### Meilleure réalisation
- Andreas Kleinert pour Lieber Thomas

### Meilleur scénario
- Thomas Wendrich pour Lieber Thomas

### Meilleure actrice
- Meltem Kaptan pour Rabiye Kurnaz gegen George W. Bush
  - Sara Fazilat pour Nico
  - Saskia Rosendahl pour Niemand ist bei den Kälbern
  - Ursula Strauss pour Le Prince

### Meilleur acteur
- Albrecht Schuch pour Lieber Thomas
  - Farba Dieng pour Toubab
  - Franz Rogowski pour Great Freedom (Große Freiheit)

### Meilleure actrice dans un second rôle
- Jella Haase pour Lieber Thomas
  - Sandra Hüller pour Das Schwarze Quadrat
  - Anja Schneider pour Lieber Thomas

### Meilleur acteur dans un second rôle
- Alexander Scheer pour Rabiye Kurnaz gegen George W. Bush
  - Godehard Giese pour Niemand ist bei den Kälbern
  - Henry Hübchen pour Stasikomödie
  - Jörg Schüttauf pour Lieber Thomas

### Meilleure photographie
- Johann Feindt pour Lieber Thomas

### Meilleur montage
- Gisela Zick pour Lieber Thomas

### Meilleur son
- Jonathan Schorr, Dominik Leube, Gregor Bonse et John Gürtler pour Niemand ist bei den Kälbern

### Meilleure musique
- Annette Focks pour Wunderschön

### Meilleur décor
- Myrna Drews pour Lieber Thomas

### Meilleurs costumes
- Anne-Gret Oehme pour Lieber Thomas

### Meilleur maquillage
- Heiko Schmidt, Kerstin Gaecklein et Roman Braunhofer pour Great Freedom (Große Freiheit)

### Meilleurs effets visuels
- Dennis Rettkowski, Markus Frank et Tomer Eshed pour Die Schule der magischen Tiere

### Prix du public
- Die Schule der magischen Tiere de Gregor Schnitzler

### Prix d'honneur pour sa contribution exceptionnelle au cinéma allemand
- Jürgen Jürges